# International Nuclear Information System
International Nuclear Information System (INIS) é um sistema internacional de informação sobre o uso pacífico da ciência e tecnologia nucleares, operado pela Agência Internacional de Energia Atómica (AIEA) em cooperação com países membros e organismos internacionais.
O INIS, dentro de sua área de cobertura, processa grande parte da literatura técnico-científica mundial e mantém uma base de dados que contém milhões de referências bibliográficas, tornando-o a mais completa fonte de informação mundial sobre as aplicações pacíficas da ciência e tecnologia nucleares.
Além disso, o INIS também mantém uma coleção de textos completos de literatura não convencional (teses, relatórios técnicos, patentes, anais de conferências, relatórios internos, documentos governamentais e boletins, também conhecida por literatura cinzenta). No banco de dados estão incluídos periódicos científicos, livros ou publicações populares acessíveis no mercado comercial. 